# Сирма Воевода
Сирма Воевода (болг. Сирма войвода, макед. Сирма Војвода), урождённая Сирма Стрезова Крстева (Тресонче, 1776 — Прилеп, 1864) — болгарская революционерка, деятельница Македонской революционной организации, участница борьбы против турецкого ига.

## Биография
Родилась в 1776 году в дебарском селе Тресонче (теперь — Северная Македония). Единственная дочь Анджи и Петра Врлеских. Петр — художник-самоучка и член масонской ложи; много путешествовал и узнал соседние языки. Мать занималась ткачеством и вышивкой. Сирма активно помогала своим родителям, особенно тяжело больному деду. С раннего детства она была участницей борьбы против турецкого угнетения и разбойников, поскольку постоянно слышала вести о разбойниках и грабителях, промышлявших в деревне. Семья укрылась в ближайшей пещере Алицице во время одного из налётов, а спустя два дня обнаружила, что село было сожжено дотла. У Сирмы после этого усилилась ненависть к местным бандам, и с тех пор Сирма посвятила всю свою жизнь борьбе против несправедливости.
В очень юном возрасте Сирма Крстева стала воеводой балканских гайдуков. Шансом отомстить за разграбление деревни она воспользовалась впервые в 1791 году. Она, одевшись в мужское платье, пошла на встречу гайдуков, на которой присутствовало около 70 человек. В 18 лет Сирма стала самым юным гайдуком, сокрыв свои намерения от семьи. Наиболее видным членом отряда гайдуков был Мицо из Тресонче, который предложил назначить Сирму как самого молодого бойца главой отряда. Сирма, приняв на себя обязанности руководить дружиной, назначила знаменосцем Велко Спирова. До 1813 года Сирма была во главе дружины, но гайдуки вскоре узнали о том, кто возглавляет их отряд, и распустили его. Сирма вышла замуж за Велко Спирова и в 1813 году покинула горы, перебравшись в Крушево, а затем в Прилеп.
В 1856—1857 годах с ней встретился Димитр Миладинов. В 1864 году Сирма на пути из Прилепа в Варош была зверски убита турками и похоронена с большими почестями. Память Сирмы увековечена в гайдуцкой песне «Сирма воевода», вошедшей в сборник «Болгарские народные песни» братьев Миладиновых. Восковая фигура Сирмы стоит в Музее македонской борьбы в Скопье.